# وزارت امور خارجه عربستان سعودی
وزارت امور خارجه عربستان سعودی (انگلیسی: Ministry of Foreign Affairs) وزارت‌خانه‌ای است که مسئول رسیدگی به روابط خارجی پادشاهی عربستان سعودی می‌باشد. این وزارت‌خانه بر «روابط بین‌المللی سیاسی، فرهنگی و مالی» نظارت دارد و روابط دیپلماتیک پادشاهی را رصد می‌کند. ساختمان وزارت‌خانه در شهر ریاض واقع شده و توسط هنینگ لارسن طراحی شده است.
 این بنا ترکیبی از سبک‌های بومی و یادمانی معماری اسلامی را در خود جای داده است. لارسن برای طراحی این ساختمان در سال ۱۹۸۹ موفق به دریافت جایزه معماری آقاخان شد.
این ساختمان که در سال ۱۹۸۴ ساخته شد، شامل اتاق‌های ملاقات، کنفرانس و نماز، یک کتابخانه و تالار پذیرایی است.  نمای بیرونی ساختمان شبیه به دژی است که گویی از یک قطعه سنگ یکپارچه تراشیده شده باشد. 